# Jakub Kloc-Konkołowicz
Jakub Jan Kloc-Konkołowicz (ur. 1 sierpnia 1975 w Warszawie, zm. 14 kwietnia 2021 w Opacz-Kolonii) – polski filozof, doktor habilitowany nauk humanistycznych, profesor uczelni na Wydziale Filozofii UW, były dyrektor Instytutu Filozofii Wydziału Filozofii i Socjologii Uniwersytetu Warszawskiego, do kwietnia 2021 prodziekan Wydziału Filozofii Uniwersytetu Warszawskiego ds. badań naukowych i współpracy z zagranicą.  

## Życiorys
Syn Mieczysława i Krystyny. Absolwent Międzywydziałowych Indywidualnych Studiów Humanistycznych na Uniwersytecie Warszawskim, gdzie studiował filozofię i filologię polską. Stypendysta Collegium Invisibile w latach 1996–1998. Był uczniem profesora Marka Siemka. 23 listopada 2004 obronił napisaną pod jego kierunkiem pracę doktorską Prymat rozumu praktycznego w klasycznej filozofii niemieckiej. Kant i Fichte. W 2014 został laureatem niemieckiej nagrody naukowej „Friedrich Wilhelm Bessel-Forschungspreis”, przyznawanej przez Fundację Humboldta młodym naukowcom spoza Niemiec za znaczące osiągnięcia. 23 lutego 2016 uzyskał stopień doktora habilitowanego nauk humanistycznych. Do 2015 był sekretarzem Polskiego Towarzystwa Hegla i Marksa ds. badań naukowych. Uzyskał stypendium m.in. na Uniwersytecie w Tybindze oraz w Instytucie Badań Społecznych Uniwersytetu Johanna Wolfganga Goethego we Frankfurcie nad Menem. Specjalizował się w filozofii społecznej oraz klasycznej filozofii niemieckiej, zwłaszcza myśli Fichtego, Kanta oraz Hegla. 
Był zatrudniony na stanowisku profesora uczelni i kierownika Zakładu Filozofii Społecznej oraz Pracowni Studiów nad Filozofią Niemiecką na Wydziale Filozofii UW. Do września 2020 był dyrektorem Instytutu Filozofii na Wydziale Filozofii i Socjologii Uniwersytetu Warszawskiego, a po przekształceniu Instytutu w Wydział Filozofii został jego prodziekanem ds. badań naukowych i współpracy z zagranicą. Był współautorem przemówień i wystąpień publicznych trzech Prezydentów RP: Aleksandra Kwaśniewskiego, Lecha Kaczyńskiego i Bronisława Komorowskiego. W latach 2010–2015 współpracował także z Biurem Rzecznika Praw Obywatelskich.
28 kwietnia 2021 został pochowany na cmentarzu Wojskowym na Powązkach w Warszawie (kwatera B40 dod.-1-21).

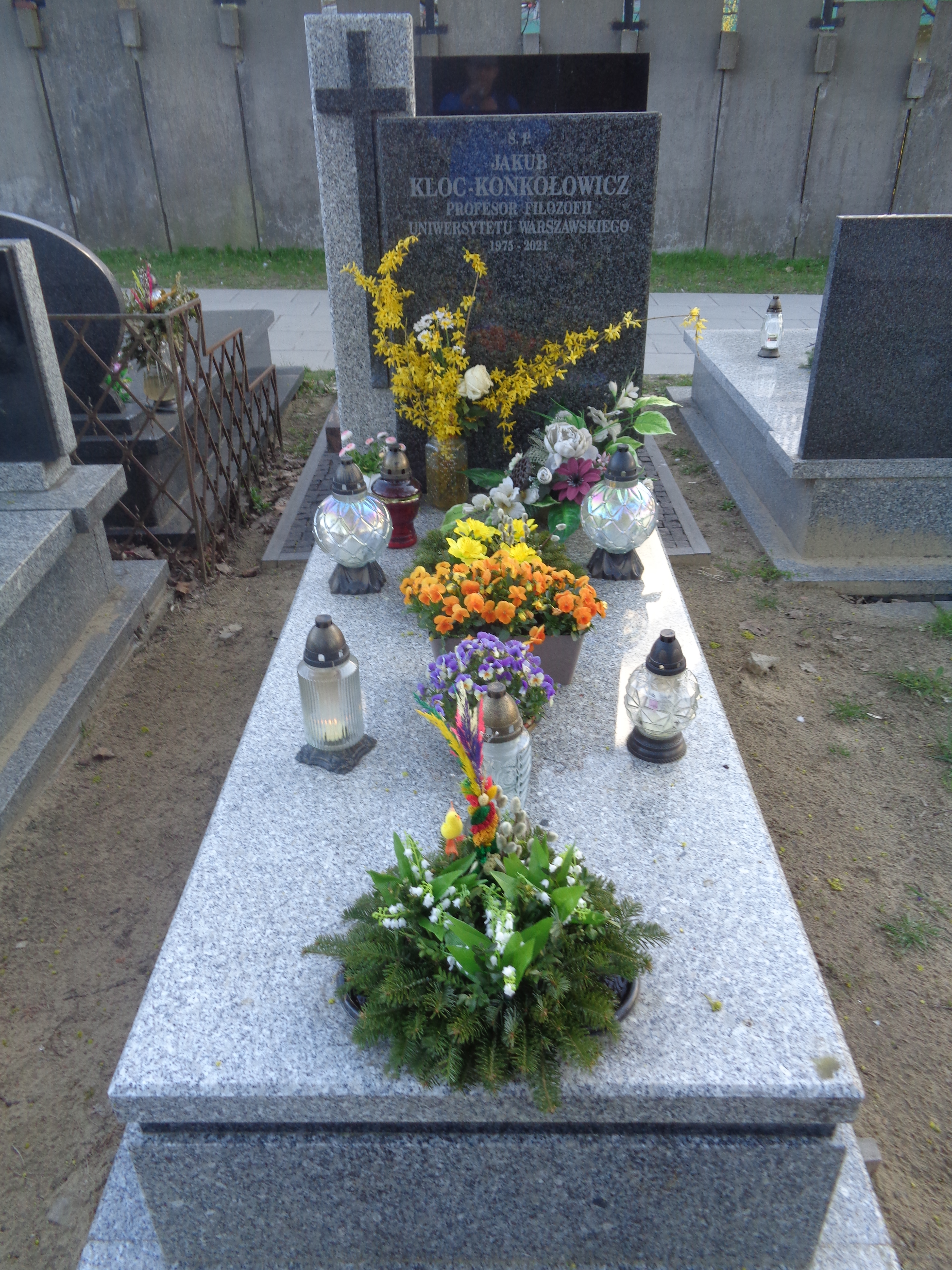
Nagrobek Jakuba Kloca-Konkołowicza na Cmentarzu Wojskowym na Powązkach

## Publikacje[12]

### Książki
- (z Jackiem Wasilewskim) Krótki kurs samoobrony intelektualnej, Branta, Bydgoszcz 1999
- Rozum praktyczny w filozofii Kanta i Fichtego. Prymat praktyczności w klasycznej myśli niemieckiej, Wydawnictwo Uniwersytetu Wrocławskiego, Wrocław 2007
- (red., z Dorotą Pilas), Godność ludzka i autonomia, Wydawnictwo Wydziału Filozofii i Socjologii UW, Warszawa 2012
- (red., z Adamem Lipszycem), Język i gra. Rozrachunki z Wittgensteinem, Wydawnictwo Wydziału Filozofii i Socjologii UW, Warszawa 2014
- Anerkennung als Verpflichtung. Klassische Konzepte der Anerkennung und ihre Bedeutung für die aktuelle Debatte, Königshausen & Neumann(inne języki), Würzburg 2015

### Wybrane artykuły
- Czy potrzebny nam postmodernizm?, „Kultura i Społeczeństwo” 41 nr 3 (1997), s. 41–50
- Polimityczność i sceptycyzm w filozofii Odo Marquarda, „Principia” 24/25 (1999), s. 93–108
- Portret Rousseau. Próba porównania koncepcji, „Przegląd Filozoficzny. Nowa Seria” 33 nr 1 (2000), s. 39–56
- Gott und seine Bürger. Der gemeinschaftliche Charakter der Religion bei Kant, „Theologie und Glaube(inne języki)” 92.4 (2002), s. 548–563.
- Absolut i wolność człowieka w »Zachęcie do życia szczęśliwego« Fichtego, „Przegląd Filozoficzno-Literacki” 7 nr 1 (2004), s. 83–93
- (z Jackiem Wasilewskim) Zagrożenia debaty publicznej – fragmentaryzacja i mitologizacja informacji dziennikarskiej, „Studia Medioznawcze(inne języki)” 27 nr 4 (2006), s. 92–103
- Der Kantische Spinozismus, „Fichte-Studien(inne języki)” 27 (2006), s. 37–54
- Pflanze, Tier, Mensch. Konstruktionen des Personseins bei Fichte und Hegel [w:] Transzendentalphilosophie und Person. Leiblichkeit - Interpersonalität - Anerkennung, red. Christoph Asmuth(inne języki), Transcript Verlag(inne języki), Bielefeld 2007, s. 389–401
- Der Begriff der Positivität in den theologischen Jugendschriften Hegels und seine Relevanz für die spätere Entwicklung der Hegelschen Philosophie, [w:] Gott und das Absolute. Studien zur philosophischen Theologie im Deutschen Idealismus, red. Christian Danz(inne języki) i Robert Marszałek(inne języki), Lit Verlag(inne języki), Wien 2007, s. 105–119
- Das Phänomen der gegenseitigen Anerkennung und seine Analyse bei Hegel und in der heutigen philosophischen Debate, [w:] Phänomen und Analyse. Grundbegriffe der Philosophie des 20. Jahrhunderts in Erinnerung an Hegels Phänomenologie des Geistes (1807), red. Wolfram Hogrebe(inne języki), Königshausen & Neumann, Würzburg 2008, s. 43–52
- Beati possidentes? Eigentum und Freiheit bei Kant und Fichte, „Fichte-Studien” 33 (2009), s. 127–143
- Historicity of Rationality. The Notion of History in Marek Siemek’s Thought, „Dialogue and Universalism(inne języki)” 19 nr 3–5 (2009), s. 227–236
- Kampf um Anerkennung als Triebkraft der gesellschaftlichen Entwicklung: Hegels Realphilosophie. Bemerkungen zur Interpretation Axel Honneths, „Hegel-Jahrbuch(inne języki)” 2009, s. 274–279
- Öffentlichkeit. Die nicht-begriffliche Grundlage des Politischen [w:] Was sich nicht sagen lässt. Das Nicht-Begriffliche in Wissenschaft, Kunst und Religion, red. Joachim Bromand(inne języki) i Guido Kreis(inne języki), Akademie-Verlag(inne języki), Berlin 2010, s. 391–407
- Der Status des Subjekts oder die persönliche Identität – was genau wird durch das intersubjektive Verhältnis gestiftet? [w:] Subjekt und Gehirn – Mensch und Natur (Kultur – System – Geschichte; 2), red. Christoph Asmuth i Patrick Grüneberg(inne języki), Königshausen & Neumann, Würzburg 2011, s. 153–165
- Das Prinzip der Gegenseitigkeit und der moderne Rechtsstaat [w:] Rechtsstaatlichkeit: Kant, red. Andrzej M. Kaniowski, Ewa Wyrębska(inne języki), Tomasz Michałowski, Wydawnictwo Uniwersytetu Łódzkiego, Łódź 2012, s. 55–70
- Parallele Welten des Geistigen. Die Verwandlungen der Religiosität am Beispiel Polens [w:] Europa mit oder ohne Religion? Der Beitrag der Religion zum gegenwärtigen und künftigen Europa, red. Kurt Appel(inne języki), Isabella Guanzini(inne języki) i Angelika Walser(inne języki), Vandenhoeck & Ruprecht(inne języki), Göttingen 2014, s. 223–236
- »Wir alle werden im Egoismus erzeugt und geboren…«: Fichtes Grundzüge des gegenwärtigen Zeitalters als Selbstreflexive Kritik der Moderne [w:] Fichte und seine Zeit. Streitfragen, red. Matteo Vincenzo d'Alfonso(inne języki), Carla De Pascale(inne języki), Erich Fuchs(inne języki) i Marco Ivaldo(inne języki), Brill, Leiden 2017, s. 234–254
- Does Spontaneity have to be Naturalized? Freedom as Spontaneity—Today and in Kant [w:]  Metaphysics of Freedom? Kant's Concept of Cosmological Freedom in Historical and Systematic Perspective, red. Christian Krijnen, Brill, Leiden 2018, s. 205–218
- Czy Odyseusz dopłynie do Itaki? Od Hegla, przez Marksa, do Frankfurtu, „Przegląd Filozoficzny. Nowa Seria” 27 nr 4 (2018), s. 331–341
- Komunikacja czy kontemplacja? Dwie odpowiedzi na tragikomiczną kondycję nowoczesności [w:] Między integracją a rozproszeniem. Doświadczenie estetyczne w kontekstach nowoczesności, red. Iwona Lorenc, Marcin Rychter i Mateusz Salwa, Wydawnictwa Uniwersytetu Warszawskiego, Warszawa 2018, s. 65–84
- Kant und Osteuropa. Die leise Stimme der Vernunft [w:] Natur und Freiheit. Akten des XII. Internationalen Kant-Kongresses, red. Violetta Waibel(inne języki), Margit Ruffing(inne języki) i David Wagner, De Gruyter, Berlin 2019, s. 83–90
- Staat als Ort der Solidarität. Wie der Hegelsche Staat das System der Atomistik überwinden kann, „Hegel-Jahrbuch” 2019 nr 1, s. 585–597
- Soziabilität als Bedingung des Selbstzweckcharakters des Subjekts: Der praktische Imperativ Kants im Kontext der Hegelschen Sittlichkeitslehre [w:] Kant und Hegel über Freiheit, red. Werner Flach(inne języki) i Christian Krijnen, Brill, Leiden 2021, s. 155–173
- Recognition as a normative concept, „Revista de Estud(i)os sobre Fichte” 24 (2022), s. 1–10